# InterContinental Le Vendôme
 (septembre 2020).
Pour les articles homonymes, voir Vendôme (homonymie).

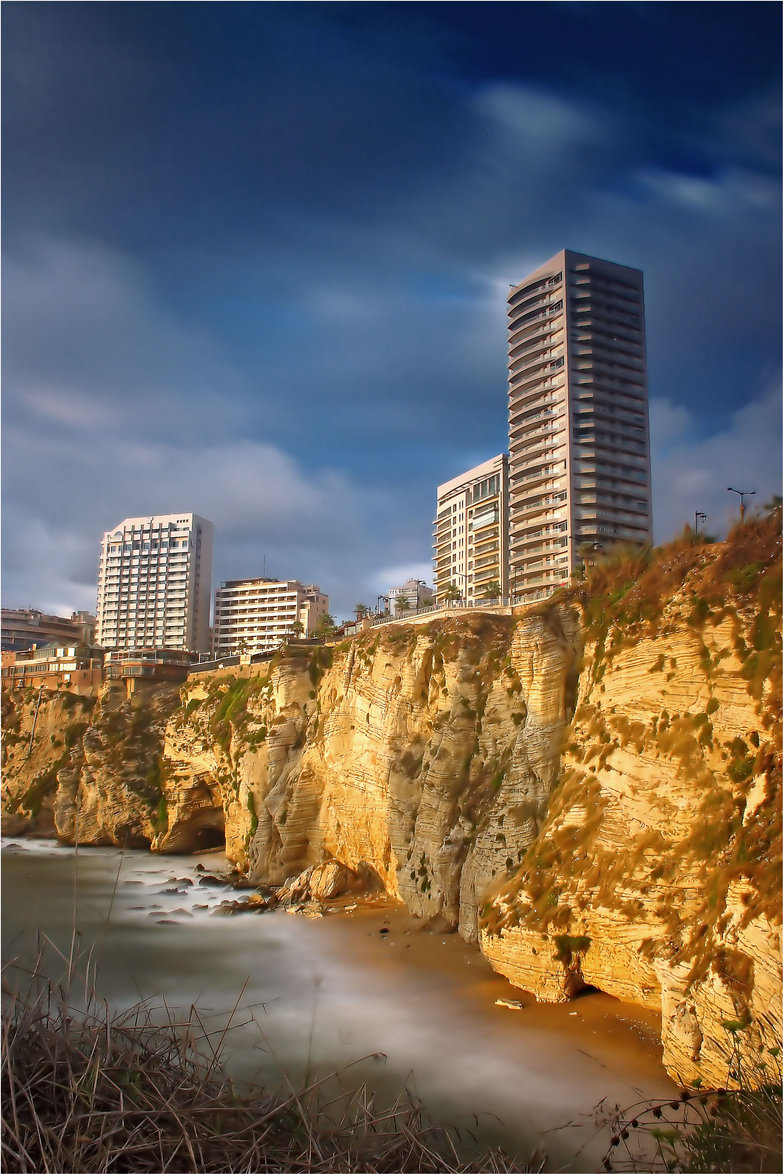
InterContinental Hôtel Le Vendôme, à Beyrouth.

Le Vendôme InterContinental est un hôtel de luxe  (cinq étoiles) situé à Beyrouth. Il s'agit d'un des palaces les plus réputés du Liban. Il se trouve à  Ras Beyrouth et donne sur le front de mer méditerranéen. Il date de 1964.

## Architecture
L'hôtel Le Vendôme cible une clientèle d'hommes d'affaires fortunés et de personnalités mondaines du Proche-Orient. Il dispose de 51 chambres de luxe et de 22 suites spacieux. L'hôtel est fameux pour sa gastronomie, avec son restaurant « Au Premier » qui accueille des chefs étoilés Michelin pendant un mois, servant surtout de la cuisine française et européenne. Le Sydney's Club Bar et Restaurant se trouve sur le toit de l'hôtel.
L'hôtel est fermé depuis les explosions du 4 août 2020.